# Alluaudia
Alluaudia (Drake) Drake, 1901 è un genere di piante della famiglia Didiereaceae, endemico del Madagascar.

## Tassonomia
Il genere comprende 6 specie:
- Alluaudia ascendens (Drake) Drake, 1903
- Alluaudia comosa (Drake) Drake, 1903
- Alluaudia dumosa (Drake) Drake, 1903
- Alluaudia humbertii Choux, 1934
- Alluaudia montagnacii Rauh, 1961
- Alluaudia procera (Drake) Drake, 1903